# 天主教考波什堡教区
天主教考波什堡教區（拉丁語：Dioecesis Kaposvarensis）是羅馬天主教在匈牙利的一個教區。屬維斯普雷姆總教區。成立於1993年5月31日。
教區範圍包括西南部的紹莫吉州。2006年有教友299,404人，佔轄區總人口72.9%。教區下轄101個堂區，有九十五名司鐸。現任主教為貝洛·鮑拉什。